# Пужиці (Поморське воєводство)
Пужиці (пол. Pużyce) — село в Польщі, у гміні Ленчиці Вейгеровського повіту Поморського воєводства.
Населення — 88 осіб (2011).
У 1975-1998 роках село належало до Гданського воєводства.

## Демографія
Демографічна структура станом на 31 березня 2011 року:
|          | Загалом | Допрацездатний вік | Працездатний вік | Постпрацездатний вік |
| -------- | ------- | ------------------ | ---------------- | -------------------- |
| Чоловіки | 40      | 15                 | 23               | 2                    |
| Жінки    | 48      | 19                 | 21               | 8                    |
| Разом    | 88      | 34                 | 44               | 10                   |